# Šódošima
Šódošima (japonsky: 小豆島; Šódo-šima) je japonský ostrov ležící ve Vnitřním moři v Japonsku. Patří do prefektury Kagawa. Jméno znamená "ostrov fazolek". Na ostrově se nacházejí dvě města: Tonošó a Šódošima, která společně tvoří distrikt Šózu (小豆). Šódo je známé tím, že zde v roce 1908 byly poprvé v Japonsku vysazeny olivovníky. K pěstování oliv tu jsou příhodné klimatické podmínky, protože oblast Vnitřního moře má podstatně méně srážek než zbytek Japonska (i když v porovnání se Středomořím je to stále hodně). Olivy se tu pěstují dodnes a sesterským ostrovem je řecký ostrov Milos.